# Hospital de Sabadell
El Hospital de Sabadell, también conocido como Hospital Taulí u Hospital Parc Taulí, es el principal hospital de la ciudad de Sabadell. Se encuentra en el parque Taulí, en la parte nordeste de la ciudad, conocida como el Taulí. A nivel organizativo, es gestionado por el Consorcio Corporación Sanitaria Parque Taulí, un organismo actualmente participado por la Generalidad de Cataluña, el Ayuntamiento de Sabadell y la Universidad Autónoma de Barcelona creado en diciembre de 1986.

## Antecedentes

### Hospital de la Virgen María de la Salud
Sabadell dispone de hospital desde el siglo XIII, cuando Pere Samuntada fundó el llamado Hospital de la Virgen María de la Salud, u Hospital de Beneficencia, el 1283 en el centro de Sabadell, en una casa de su propiedad. Inicialmente era de carácter asilar. Estaba situado a la esquina que hay entre la calle Alta del Granizar y la travesía de la Iglesia, ocupando una parte del que actualmente se conoce como plaza del Doctor Robert. El centro acogía pacientes con dolencias crónicas, compartiendo espacio con la Casa de la Caridad local. Durante los siglos XVI y XVII se fue quedando pequeño y, finalmente, en 1698 el padre Pere Joan Llobert dio una casa a la calle del Granizar, donde se trasladó el hospital. En 1725 el Ayuntamiento de Sabadell compró una finca anexa en el hospital para ubicar un cuartel. El ejército necesitó más espacio y acabó ocupando la finca del hospital, que no abriría las puertas hasta 1751, cuando se trasladó a otra finca de la calle Alta del Granizar (actual calle de San Juan). En 1816 se realizaron obras de adecuación de los espacios.

### Casa de la Caridad de Sabadell
Durante el siglo XIX la población se multiplicó con la llegada de la industria textil y el hospital se quedó pequeño de nuevo. La población forzó que en 1854 el Ayuntamiento habilitara como Casa de la Caridad el antiguo convento de los caputxins de Sabadell, ubicado en la actual plaza del Alcalde Marcet, que había sido abandonado en 1835, durante las desamortizaciones de Mendizábal.
El Ayuntamiento pidió a la Orden de las Carmelitas que se hicieran cargo del edificio y de la gestión del hospital, y que añadieran una escuela gratuita. Se inauguró ya como Casa de la Beneficencia el 25 de marzo de 1854, con cuatro hermanas terciarias provenientes de las Carmelitas de Vic. El edificio sería demolido en 1969 para construir la plaza Marcet, que hay actualmente.

### El Taulí
En 1898, la Junta del Hospital y Casa de Beneficencia, ante la necesidad de más espacio para aislar los enfermos contagiosos y para atender operaciones quirúrgicas acordó la construcción de un nuevo hospital. El acuerdo empezó a tomar forma cuando en 1901 Josep Cereza y Sampere dio dos cuarteras de tierra al paraje que denominaban el Taulí y la Junta compró algunas parcelas más para el pabellón de infecciosos. La obra fue encargada al arquitecto Enric Fatjó y los gastos de construcción fueron sufragadas con la venta de la herencia dejada por el canónigo Joncar al hospital sabadellense.
En 1902 se terminó el cuerpo central del hospital del Taulí y el abril del año siguiente se acabaron las obras de los dos pabellones restantes, que los sabadellenses desde primeros de siglo habían conocido como Los Eucaliptos, a pesar de que oficialmente se denominaba Clínica de Nuestra Señora de la Salud. Sería el origen del actual equipamiento.

## Historia

### Creación del consorcio
El Mapa Sanitario de Cataluña de los años 80 preveía la creación de un complejo asistencial al llamado Parque Taulí de Sabadell, con el objetivo de reordenar e integrar de manera óptima el conjunto de organizaciones existentes formato por la Clínica Cruz, la Clínica Santa Fe, la Clínica Infantil Niño Jesús, el Hospital Virgen María de la Salud, VIIè. Centenario, y el Hospital Clínico de Sabadell, mediante un acuerdo con el Instituto Catalán de la Salud. La constitución de este complejo asistencial buscaba una mejora en la prestación de la asistencia sanitaria, así como una racionalización de los recursos invertidos. Finalmente, el consorcio se creó formalmente el 31 de diciembre de 1986, cuando la Generalidad de Cataluña, el Ayuntamiento de Sabadell, la Fundación Hospital y Casa de Beneficencia de Sabadell, la Mutua Sabadellenca, la Universidad Autónoma de Barcelona y la Caixa de Ahorros de Sabadell, acordaron la constitución de un Consorcio integrado por las seis instituciones. El Consorcio nació como Consorcio de Gestión de los patrimonios cedidos en uso por las entidades, donde progresivamente se realizó un proceso de fusión de centros públicos y privados de características y culturas muy diferentes.

### Ampliaciones
En 1992 se inauguró la Unidad de Diagnóstico por Imagen de Alta Tecnología, UDIAT y un año después se creó la Fundación Parc Taulí para impulsar la formación de profesionales y proyectos de investigación. Entre 1996 y 1997 se realizó un proyecto de ampliación, se construyeron 6000 m² nuevos y se rehabilitaron 15 000 m² más. El mismo año el Hospital empezó a convocar anualmente el premio de Poesía Parc Taulí.
En 2009 el entonces presidente José Montilla inauguró la ampliación del hospital, una construcción de más de 15 000 metros cuadrados, que supone la ampliación y mejora más importante que se ha efectuado nunca en la historia de este Centro.

### Últimos años

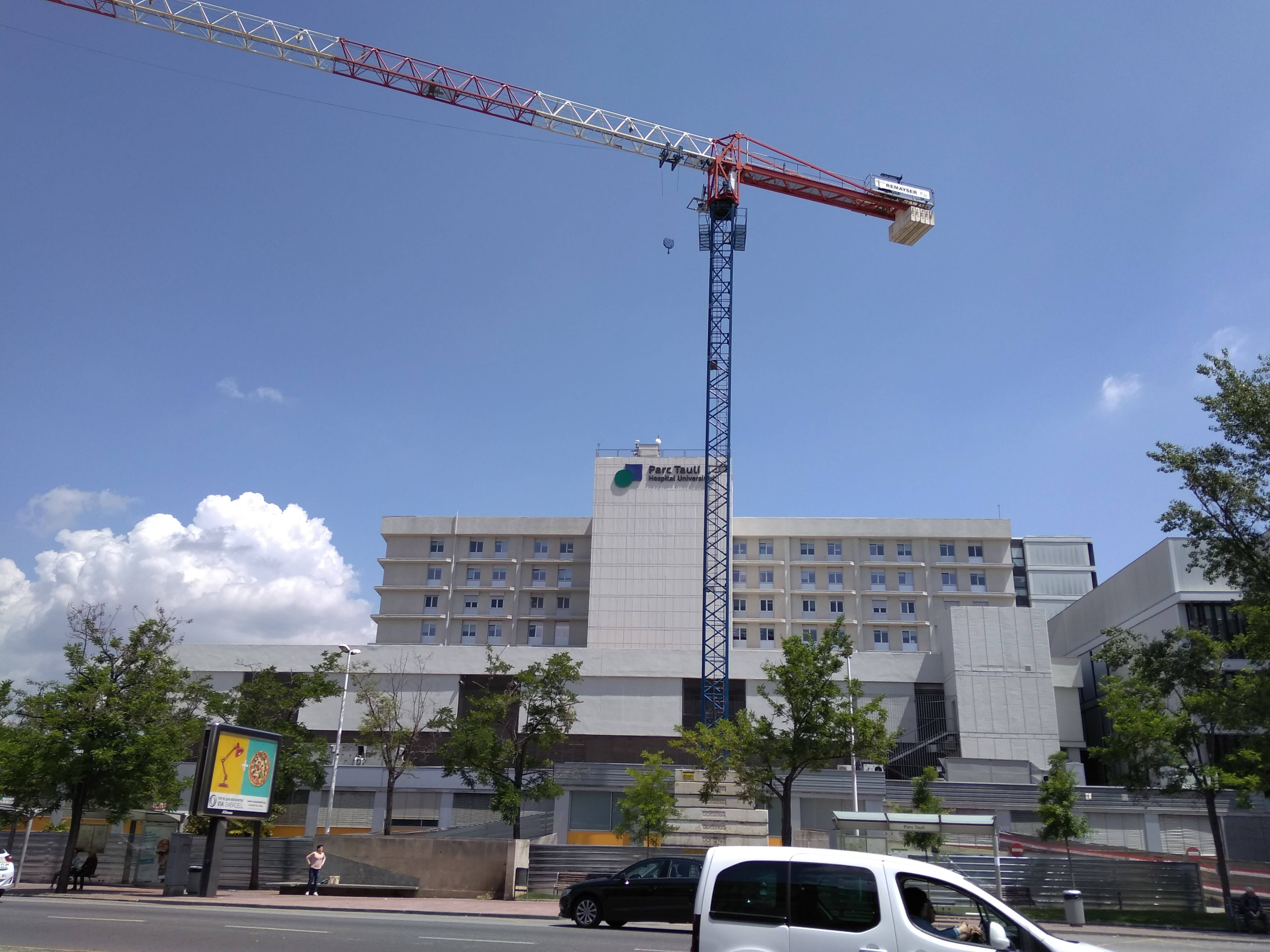
Obras ampliación de Urgencias

Tanto el personal como la capacidad del hospital fueron afectados de manera significativa por la crisis económica que empezó en 2008. Los recortes del gobierno y el consorcio propietario del hospital suscitaron protestas que culminaron en una acampada de los trabajadores al centro de Sabadell en 2012.
En 2012, médicos del Hospital de Sabadell desarrollaron un nuevo método para tratar el pecho excavado, una deformación congénita de la pared anterior del pecho. A finales de 2013, el centro médico recibió una beca de la Fundación El Maratón de Tv3 para investigar el cáncer gástrico y el colorectal.
En mayo de 2018 se anunció que se iniciaba un nuevo proyecto arquitectónico para ampliar la zona de urgencias médicas, con un presupuesto de 4,3 millones de euros. Se prevé que en 15 meses el servicio disponga de 72 nuevas camas. Se trata de la obra más grande que se hace en el centro hospitalario desde el año 1996, que ampliará la superficie total de urgencias a 2114 metros cuadrados.